# Jon Toral
Jon Miquel Toral Harper (* 5. Februar 1995 in Reus) ist ein spanischer Fußballspieler, der seit Juli 2021 beim griechischen Erstligisten OFI Kreta unter Vertrag steht.

## Karriere
Jon Toral wurde 1995 in Reus im Süden Kataloniens geboren. Er begann seine Karriere in der Hauptstadt der Region Katalonien beim FC Barcelona. Toral spielte insgesamt acht Jahre in der Jugendakademie des Vereins, bevor er gemeinsam mit Héctor Bellerín im Jahr 2011 nach England zum FC Arsenal wechselte. Für die Gunners spielte Toral in der NextGen Series und der UEFA Youth League. Im August 2014 wurde Toral für eine Saison an den englischen Zweitligisten FC Brentford verliehen. Unter Mark Warburton absolvierte das 19-jährige Talent in seiner ersten Profispielzeit 34 Ligaspiele und erzielte sechs Treffer. Eine Saison später wurde der Spanier an Birmingham City verliehen. Im Juli 2016 wurde Toral an den spanischen Erstligisten FC Granada verliehen. Der Leihvertrag wurde im Januar 2017 vorzeitig vom FC Arsenal beendet. Toral wurde daraufhin zu den Glasgow Rangers weiter verliehen, die von Mark Warburton trainiert wurden.
Am 24. August 2017 wechselte Jon Toral zum englischen Zweitligisten Hull City und unterzeichnete einen bis 2020 gültigen Vertrag. Bei seinem neuen Verein konnte er, auch aufgrund von Verletzungen, die in ihn gesetzten Erwartungen in den kommenden drei Spielzeiten nicht erfüllen. Im dritten Jahr stieg Toral mit seiner Mannschaft zudem als Tabellenletzter aus der EFL Championship 2019/20 in die dritte Liga ab.
Der ablösefreie Mittelfeldspieler unterschrieb daher im August 2020 einen Einjahresvertrag beim Zweitligisten Birmingham City. Ein Jahr später unterschrieb er beim griechischen Erstligisten OFI Kreta einen neuen Dreijahresvertrag.